# Turnip Boy Robs a Bank
《Turnip Boy Robs a Bank》是2024年動作遊戲，由Snoozy Kazoo開發、Graffiti Games發行，對應任天堂Switch、Windows、Xbox One平台。游戏是《Turnip Boy Commits Tax Evasion》的续作。
遊戲在Metacritic的匯總得分為77/100（Xbox One）、82/100（Windows）、68/100（Switch），在OpenCritic的媒體推薦率為75%。

## 外部連結
- 官方网站 （英語）